# ETECSA
Empresa de Telecomunicaciones de Cuba S.A. (ETECSA) là một doanh nghiệp nhà nước cung cấp toàn bộ dịch vụ viễn thông tại Cuba. ETECSA là doanh nghiệp duy nhất được pháp luật công nhận và cho phép cung cấp Internet và các dịch vụ di động tại Cuba, chính vì vậy đây là một doanh nghiệp có hình thái kinh tế độc quyền cưỡng ép.

## Tổng thể
27% cổ phần của công ty do Telecom Italia sở hữu cho đến khi bán lại cho Rafin SA vào tháng 1 năm 2011 với giá $706 triệu  Cổ phần còn lại là của Bộ thông tin và truyền thông Cuba. ETECSA cung cấp điện thoại di động, internet và các dịch vụ vô tuyến khác.
Ngày 25 tháng 9 năm 2006, Chủ tịch Công ty, José Antonio Fernández, và Phó chủ tịch Nelson Ferrer, bị bộ trưởng Ramiro Valdés sa thải do không kiểm soát được tình hình kinh doanh của đơn vị.
Từ ngày 4 tháng 6 năm 2013 dân Cuba có thể đăng ký truy cập Internet với ETECSA qua nhà mạng "Nauta" ở 118 điểm cung cấp dịch vụ trên toàn quốc. Giá truy cập Intenet là 1.00 CUC$ mỗi giờ (hoặc CUC$0.20 truy cập internet nội bộ và CUC$1.00 để check email), quá cao so với mức lương trung bình của dân Cuba là $25 CUC một tháng.